# Neoseiulus echinochlovorus
Neoseiulus echinochlovorus är en spindeldjursart som först beskrevs av Schicha och Corpuz-Raros 1992.  Neoseiulus echinochlovorus ingår i släktet Neoseiulus och familjen Phytoseiidae. Inga underarter finns listade i Catalogue of Life.